# Calau terrestre meridional
El calau terrestre meridional (Bucorvus leadbeateri) és una espècie d'ocell de la família dels bucòrvids (Bucorvidae) que habita boscos poc densos, sabanes i estepes d'Àfrica Meridional, des de Ruanda i Burundi, sud de la República Democràtica del Congo, Angola i sud de Kenya, cap al sud, pel nord de Namíbia i de Botswana, Tanzània, Zàmbia, Malawi i sud de Moçambic fins a l'est de Sud-àfrica.